# Pasites histrio
Pasites histrio är en biart som först beskrevs av Carl Eduard Adolph Gerstäcker 1869.  Pasites histrio ingår i släktet Pasites och familjen långtungebin. Inga underarter finns listade i Catalogue of Life.